# Liste des meilleurs buteurs en équipe de France de football
Cette liste des meilleurs buteurs en équipe de France de football regroupe les footballeurs ayant inscrit le plus de buts en équipe de France depuis le premier match de celle-ci le 1er mai 1904 contre la Belgique.
Le meilleur buteur de l'histoire de l'équipe de France est Olivier Giroud avec 57 buts.

## Classement général

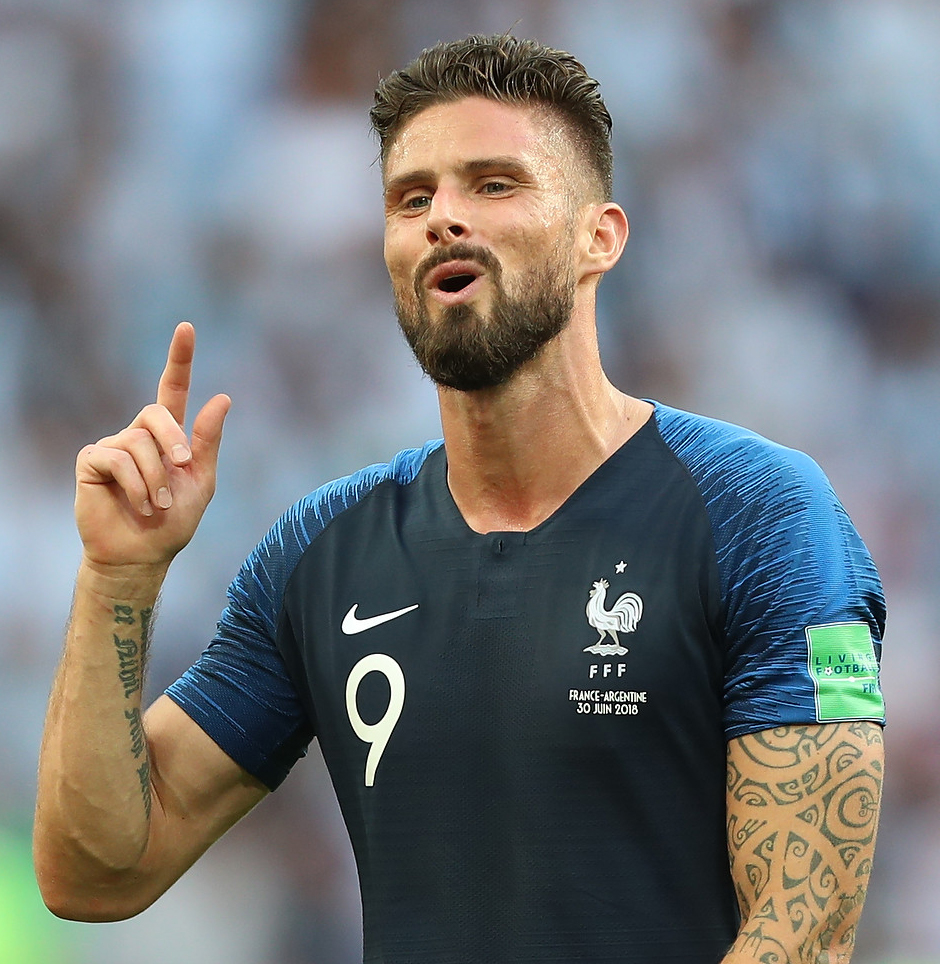
Olivier Giroud, meilleur buteur de l'histoire des Bleus.

Ce tableau présente le classement des vingt meilleurs buteurs en équipe de France de football,,.
Les joueurs encore en activité en équipe nationale sont inscrits en caractères gras.
| Rang | Joueur            | Poste     | Période     | Durée             | Sélections | Ratio | Buts |
| ---- | ----------------- | --------- | ----------- | ----------------- | ---------- | ----- | ---- |
| 1    | Olivier Giroud    | Attaquant | 2011-2024   | 12 ans, 241 jours | 137        | 0,42  | 57   |
| 2    | Thierry Henry     | Attaquant | 1997-2010   | 12 ans, 254 jours | 123        | 0,41  | 51   |
| 3    | Kylian Mbappé     | Attaquant | Depuis 2017 | 8 ans, 73 jours   | 90         | 0,56  | 50   |
| 4    | Antoine Griezmann | Attaquant | 2014-2024   | 10 ans, 188 jours | 137        | 0,32  | 44   |
| 5    | Michel Platini    | Milieu    | 1976-1987   | 11 ans, 33 jours  | 72         | 0,57  | 41   |
| 6    | Karim Benzema     | Attaquant | 2007-2022   | 15 ans, 77 jours  | 97         | 0,38  | 37   |
| 7    | David Trezeguet   | Attaquant | 1998-2008   | 10 ans, 58 jours  | 71         | 0,48  | 34   |
| 8    | Zinédine Zidane   | Milieu    | 1994-2006   | 11 ans, 326 jours | 108        | 0,29  | 31   |
| 9    | Just Fontaine     | Attaquant | 1953-1960   | 6 ans, 360 jours  | 21         | 1,43  | 30   |
| 9    | Jean-Pierre Papin | Attaquant | 1986-1995   | 8 ans, 326 jours  | 54         | 0,56  | 30   |
| 11   | Youri Djorkaeff   | Milieu    | 1993-2002   | 8 ans, 241 jours  | 82         | 0,34  | 28   |
| 12   | Sylvain Wiltord   | Attaquant | 1999-2006   | 7 ans, 278 jours  | 92         | 0,28  | 26   |
| 13   | Jean Vincent      | Attaquant | 1953-1961   | 7 ans, 305 jours  | 46         | 0,48  | 22   |
| 14   | Jean Nicolas      | Attaquant | 1933-1938   | 5 ans, 295 jours  | 25         | 0,84  | 21   |
| 15   | Paul Nicolas      | Attaquant | 1920-1931   | 11 ans, 28 jours  | 35         | 0,57  | 20   |
| 15   | Éric Cantona      | Attaquant | 1987-1995   | 7 ans, 159 jours  | 45         | 0,44  | 20   |
| 17   | Jean Baratte      | Attaquant | 1944-1952   | 7 ans, 323 jours  | 32         | 0,59  | 19   |
| 18   | Roger Piantoni    | Attaquant | 1952-1961   | 8 ans, 316 jours  | 37         | 0,49  | 18   |
| 18   | Raymond Kopa      | Milieu    | 1952-1962   | 10 ans, 37 jours  | 45         | 0,4   | 18   |
| 20   | Franck Ribéry     | Milieu    | 2006-2014   | 7 ans, 282 jours  | 81         | 0,2   | 16   |
| 20   | Laurent Blanc     | Défenseur | 1989-2000   | 11 ans, 208 jours | 97         | 0,16  | 16   |

## Meilleurs buteurs par compétition
Ces tableaux présentent les meilleurs buteurs français par compétition.
Les joueurs encore en activité en équipe nationale sont inscrits en caractères gras.

### Coupe du monde
Just Fontaine est le Français ayant inscrit le plus de buts en Coupe du monde. Ses 13 buts ont tous été marqués lors d'une seule édition (record de la compétition).
| Rang | Joueur              | Poste     | Coupe(s) du monde disputée(s)          | Sélections | Ratio | Buts |
| ---- | ------------------- | --------- | -------------------------------------- | ---------- | ----- | ---- |
| 1    | Just Fontaine       | Attaquant | 1958 (13)                              | 6          | 2,17  | 13   |
| 2    | Kylian Mbappé       | Attaquant | 2018 (4), 2022 (8)                     | 14         | 0,86  | 12   |
| 3    | Thierry Henry       | Attaquant | 1998 (3), 2002 (0), 2006 (3), 2010 (0) | 17         | 0,35  | 6    |
| 4    | Zinédine Zidane     | Milieu    | 1998 (2), 2002 (0), 2006 (3)           | 12         | 0,42  | 5    |
| 4    | Michel Platini      | Milieu    | 1978 (1), 1982 (2), 1986 (2)           | 14         | 0,36  | 5    |
| 4    | Olivier Giroud      | Attaquant | 2014 (1), 2018 (0), 2022 (4)           | 18         | 0,28  | 5    |
| 7    | Raymond Kopa        | Milieu    | 1954 (1), 1958 (3)                     | 8          | 0,5   | 4    |
| 7    | Dominique Rocheteau | Attaquant | 1978 (1), 1982 (2), 1986 (1)           | 10         | 0,4   | 4    |
| 7    | Antoine Griezmann   | Attaquant | 2014 (0), 2018 (4), 2022 (0)           | 19         | 0,21  | 4    |
| 10   | Jean Nicolas        | Attaquant | 1934 (1), 1938 (2)                     | 3          | 1     | 3    |
| 10   | Karim Benzema       | Attaquant | 2014 (3)                               | 5          | 0,6   | 3    |
| 10   | Roger Piantoni      | Attaquant | 1958 (3)                               | 5          | 0,6   | 3    |
| 10   | Bernard Genghini    | Milieu    | 1982 (2), 1986 (1)                     | 6          | 0,5   | 3    |
| 10   | Alain Giresse       | Milieu    | 1982 (3)                               | 12         | 0,25  | 3    |

### Championnat d'Europe
Michel Platini est le Français ayant inscrit le plus de buts en Championnat d'Europe. Ses 9 buts ont tous été marqués lors d'une seule édition (record de la compétition).
| Rang | Joueur            | Poste     | Championnat(s) d'Europe disputé(s)     | Sélections | Ratio | Buts |
| ---- | ----------------- | --------- | -------------------------------------- | ---------- | ----- | ---- |
| 1    | Michel Platini    | Milieu    | 1984 (9)                               | 5          | 1,8   | 9    |
| 2    | Antoine Griezmann | Attaquant | 2016 (6), 2020 (1), 2024 (0)           | 16         | 0,44  | 7    |
| 3    | Thierry Henry     | Attaquant | 2000 (3), 2004 (2), 2008 (1)           | 11         | 0,55  | 6    |
| 4    | Zinédine Zidane   | Milieu    | 1996 (0), 2000 (2), 2004 (3)           | 14         | 0,36  | 5    |
| 5    | Karim Benzema     | Attaquant | 2008 (0), 2012 (0), 2020 (4)           | 10         | 0,4   | 4    |
| 6    | David Trezeguet   | Attaquant | 2000 (2), 2004 (1)                     | 7          | 0,43  | 3    |
| 6    | Dimitri Payet     | Milieu    | 2016 (3)                               | 7          | 0,43  | 3    |
| 6    | Youri Djorkaeff   | Milieu    | 1996 (1), 2000 (2)                     | 10         | 0,3   | 3    |
| 6    | Olivier Giroud    | Attaquant | 2012 (0), 2016 (3), 2020 (0), 2024 (0) | 14         | 0,21  | 3    |
| 10   | François Heutte   | Attaquant | 1960 (2)                               | 2          | 1     | 2    |

## Buteurs par type de but

### Coup franc
Trente-et-un internationaux français comptent au moins un but marqué sur coup franc en sélection, seuls huit en comptent au moins deux. Le plus efficace est Michel Platini qui a inscrit au cours de sa carrière en équipe de France onze buts sur coup franc : le premier est marqué lors de sa première sélection le 27 mars 1976 contre la Tchécoslovaquie, Platini demandant la balle à son capitaine Henri Michel avec les mots « Tu me la donnes et je marque ». Franck Sauzée est le seul joueur à avoir marqué un doublé sur coup-franc.
Le 4 septembre 2015, Mathieu Valbuena met fin à une disette inédite de 7 ans et 11 mois (101 matchs) dans ce secteur de jeu en marquant un coup franc face au Portugal.
| Rang | Joueur              | Poste     | Buts en sélection | Coups francs marqués |
| ---- | ------------------- | --------- | ----------------- | -------------------- |
| 1    | Michel Platini      | Milieu    | 41                | 11                   |
| 2    | Georges Bereta      | Milieu    | 4                 | 3                    |
| 2    | Franck Sauzée       | Milieu    | 9                 | 3                    |
| 4    | Bernard Bosquier    | Défenseur | 3                 | 2                    |
| 4    | Bernard Genghini    | Milieu    | 6                 | 2                    |
| 4    | Dominique Rocheteau | Attaquant | 15                | 2                    |
| 4    | Zinédine Zidane     | Milieu    | 31                | 2                    |
| 4    | Dimitri Payet       | Milieu    | 8                 | 2                    |

### Penalty

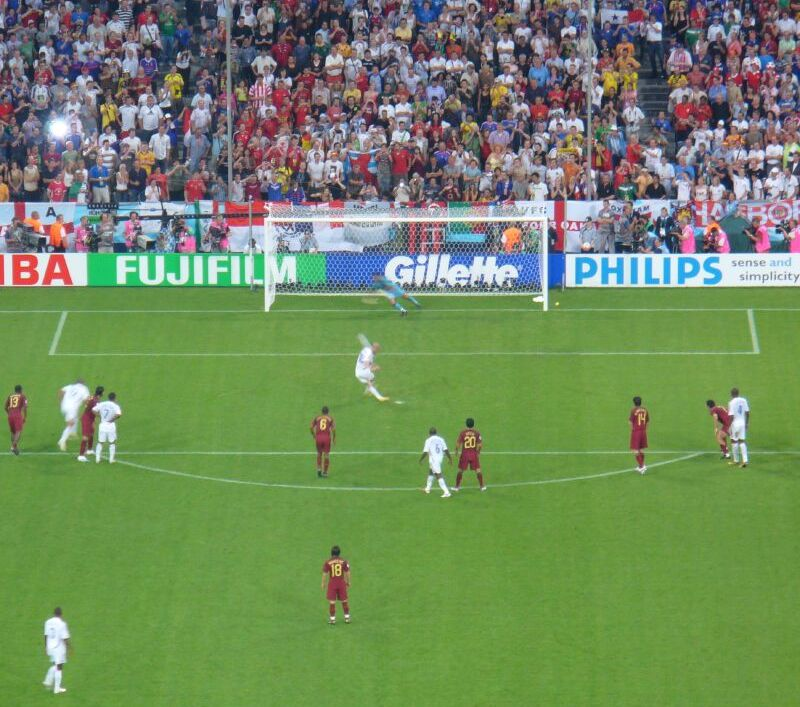
Penalty de Zinédine Zidane lors de la demi-finale Portugal-France de la Coupe du monde 2006.

Quarante-cinq internationaux français comptent au moins un but marqué sur penalty en sélection. Le joueur ayant inscrit le plus de penaltys sous le maillot bleu est Kylian Mbappé avec onze buts.
Jean-François Larios et Kylian Mbappé sont les seuls joueurs à avoir marqué un doublé sur penalty, respectivement contre Chypre en 1980 (tours préliminaires à la Coupe du monde de football 1982) et contre l'Argentine en 2022 (finale de la Coupe du monde de football 2022).
| Rang | Joueur               | Poste     | Buts en sélection | Penaltys tentés | Penaltys marqués |
| ---- | -------------------- | --------- | ----------------- | --------------- | ---------------- |
| 1    | Kylian Mbappé        | Attaquant | 50                | 12              | 11               |
| 2    | Antoine Griezmann    | Attaquant | 44                | 12              | 9                |
| 3    | Raymond Kopa         | Milieu    | 18                | 6               | 6                |
| 3    | Zinédine Zidane      | Milieu    | 31                | 7               | 6                |
| 5    | Youri Djorkaeff      | Milieu    | 28                | 5               | 5                |
| 5    | Jean-Pierre Papin    | Attaquant | 30                | 8               | 5                |
| 7    | Jean-François Larios | Milieu    | 5                 | 4               | 4                |
| 7    | Franck Ribéry        | Milieu    | 16                | 4               | 4                |
| 7    | Olivier Giroud       | Attaquant | 57                | 4               | 4                |
| 10   | Jean Baratte         | Attaquant | 19                | 3               | 3                |
| 10   | Jean Djorkaeff       | Défenseur | 3                 | 3               | 3                |
| 10   | Michel Platini       | Milieu    | 41                | 3               | 3                |
| 10   | Karim Benzema        | Attaquant | 37                | 6               | 3                |

### Buteurs multiples sur un match
Le record de buts marqués sur un match par un joueur en équipe de France est de cinq, performance réalisée par deux attaquants : Eugène Maës en 1913 et Thadée Cisowski en 1956. Quatre autres attaquants ont marqué un quadruplé : Jean Sécember en 1932, Jean Nicolas en 1934, Just Fontaine en 1958 et Kylian Mbappé en 2021.
| Rang | Joueur          | Adversaire           | Compétition                       | Stade                         | Date             | Score | Buts |
| ---- | --------------- | -------------------- | --------------------------------- | ----------------------------- | ---------------- | ----- | ---- |
| 1    | Eugène Maës     | Luxembourg           | Match amical                      | Stade de Saint-Ouen (France)  | 20 avril 1913    | 8-0   | 5    |
| 1    | Thadée Cisowski | Belgique             | Éliminatoires Coupe du monde 1958 | Stade Yves-du-Manoir (France) | 11 novembre 1956 | 6-3   | 5    |
| 3    | Jean Sécember   | Bulgarie             | Match amical                      | Stade Younak (Bulgarie)       | 9 juin 1932      | 5-3   | 4    |
| 3    | Jean Nicolas    | Luxembourg           | Éliminatoires Coupe du monde 1934 | Stade municipal (Luxembourg)  | 15 avril 1934    | 6-1   | 4    |
| 3    | Just Fontaine   | Allemagne de l'Ouest | Coupe du monde 1958               | Ullevi (Suède)                | 28 juin 1958     | 6-3   | 4    |
| 3    | Kylian Mbappé   | Kazakhstan           | Éliminatoires Coupe du monde 2022 | Parc des Princes (France)     | 13 novembre 2021 | 8-0   | 4    |